# Tone Pogačnik
za partizana, narodnega heroja in politika glej Janez Hribar - Tone Pogačnik (1909-1967)
Tone Pogačnik, slovenski smučarski tekač, * 4. januar 1919, Mežaklja, † junij 2013.
Pogačnik je bil član reprezentance SFRJ na Zimskih olimpijskih igrah 1948. Nastopil je v ekipnem smučarskem teku na 10 km (4x10 km), kjer je ekipa dosegla 9. mesto, in posamično na 18 km, kjer je zasedel 56. mesto.
Znan je tudi po dejstvu, da je 26. aprila 1946 ob treningu alpskega smuka preživel 98-metrski padec s Triglavskega ledenika v brezno.
Umrl je junija 2013 v 95. letu starosti, pred smrtjo je bil najstarejši slovenski zimski olimpijec.